# Ada (programski jezik)
Ada je strukturiran visokonivojski programski jezik širokega spektra uporabe, ki se zgleduje po paskalu in drugih programskih jezikih. Razvit je bil konec 1970-tih na ministrstvu za obrambo ZDA z namenom poenotenja informacijske infrastrukture. 
Po objavi zahtev za nov programski jezik so začeli postavljati njegove temelje in jezik je bil standardiziran leta 1983. Ta je bil kasneje neformalno poimenovan Ada 83. Naslednja različica je bila narejena v 1990-tih in poimenovana Ada 95. Ta je med drugim vsebovala tudi podporo za objektno usmerjeno programiranje in Ada 95 je postal prvi programski jezik s podporo za objektno programiranje, ki je bil standardiziran tudi po standardih ISO.
Jezik je robusten, namenjen je programiranju vgrajenih (angleško embedded) in vzporednih sistemov. Podpira ostro ločitev podatkovnih tipov in zato ne dovoljuje njihovega poljubnega mešanja oz. hkratne rabe, ima pa mehanizme za ustvarjanje podatkovnih podtipov. Ena od zelo pomembnih značilnosti pa je preverjanje programa med izvajanjem; tako lahko zazna izredne dogodke, ki lahko povzročijo napačno delovanje ali sesutje programa.
Podpora večopravilnosti je ena pomembnejših značilnosti jezika, saj že v osnovi vsebuje ukaze za ustvarjanje opravil in njihovo sinhronizacijo, brez, da bi se programer moral ukvarjati z osnovami, kot so podatkovni skladi, čakalne vrste in metode za sinhronizacijo.
Zadnja različica tega programskega jezika je Ada 2012, ki vnaša pogojno klicanje podprogramov, kar olajša tudi avtomatično preverjanje pravilnosti kode, dodatno pa tudi nekatera sintaktična pravila, ki izboljšajo berljivost kode. Izboljšave so tudi na področju in večopravilnosti (multitasking), predvsem na področju večprocesorskih sistemov. Zaradi teh značilnosti se Ada uporablja predvsem v varnostno kritičnih sistemih, kot so avionika, nadziranje procesov in vojaška industrija.
Programski jezik Ada je poimenovan po Adi Augusti Lovelace - Byron. Priljubljenost jezika Ada v zadnjem času pada; decembra 1985 je bil še drugi najbolj priljubljeni jezik za C. K nepopularnosti programskega jezika je močno pripomogla tudi slaba razširjenost razvojnih orodij in prevajalnikov, namenjenih širši javnosti.